# 올림픽 스켈레톤
올림픽 스켈레톤은 올림픽에서 스켈레톤으로 경기를 겨루는 올림픽 경기 종목이다. 스켈레톤(Skeleton)은 평창 썰매를 타고 머리를 먼저 들고 엎드린 자세로 타는 동계 올림픽의 겨울 스포츠이다. 일반적으로 썰매가 중력에 의해 속도를 얻을 수 있도록 얼음 트랙에서 실행된다. 1928년 생모리츠 동계 올림픽에 처음으로 참가했고, 1948년 동계 올림픽에 다시 참가했으나 이후 올림픽 종목으로 중단되었다.
1999년 10월, 국제 올림픽 위원회(IOC)는 2002년 솔트레이크시티 올림픽 스포츠 프로그램에 이 종목을 남자 및 여자 종목으로 추가했으며 그 이후로 각 동계 올림픽 대회에서 개최되었다. 2022년 6월, IOC는 2026년 동계올림픽 스포츠 프로그램에 세 번째 종목인 혼성팀을 추가했다.
스켈레톤은 1892년 최초로 도입된 금속 썰매가 인간의 해골을 닮았다고 해서 붙여진 이름이다. 이 스포츠는 경쟁자가 등을 타고 발을 먼저 타는 또 다른 형태의 썰매 경주인 루지와 유사하지만 구별된다.

## 메달 집계
| 순위 | 국가       | 금메달 | 은메달 | 동메달 | 합계 |
| ---- | ---------- | ------ | ------ | ------ | ---- |
| 1    | 미국       | 3      | 4      | 1      | 8    |
| 2    | 영국       | 2      | 1      | 3      | 6    |
| 3    | 캐나다     | 2      | 1      | 1      | 4    |
| 4    | 러시아     | 1      | 1      | 2      | 4    |
| 5    | 스위스     | 1      | 0      | 2      | 3    |
| 6    | 이탈리아   | 1      | 0      | 0      | 0    |
| 6    | 대한민국   | 1      | 0      | 0      | 0    |
| 7    | 독일       | 0      | 2      | 1      | 3    |
| 8    | 라트비아   | 0      | 2      | 0      | 2    |
| 9    | 오스트리아 | 0      | 1      | 0      | 1    |
| 합계 | 합계       | 10     | 10     | 10     | 30   |

## 세부 종목
| 종목 | 28 | 48 | 02 | 06 | 10 | 14 | 계 |
| ---- | -- | -- | -- | -- | -- | -- | -- |
| 남자 | •  | •  | •  | •  | •  | •  | 6  |
| 여자 |    |    | •  | •  | •  | •  | 4  |
| 합계 | 1  | 1  | 2  | 2  | 2  | 2  |    |

## 참고 자료
- “스켈레톤”. SR/Olympic Games. 2009년 10월 28일에 원본 문서에서 보존된 문서. 2011년 12월 16일에 확인함.
- “스켈레톤”. 국제 올림픽 위원회.